# Rosimond
Pour les articles homonymes, voir Rosimond (homonymie).
Claude de La Rose, dit Rosimond, est un acteur et auteur dramatique français né vers 1640 et mort à Paris le 31 octobre 1686.

## Carrière
En 1668, il fait jouer à Grenoble sa première pièce, Le Duel fantasque, ou les Valets rivaux, l'année suivante Le Nouveau Festin de Pierre, ou l'Athée foudroyé au Théâtre du Marais, auquel il reste attaché jusqu'en 1673, passant ensuite à l'Hôtel Guénégaud. Il y reprend les rôles de Molière, notamment dans Le Malade imaginaire, et devient l'un des premiers sociétaires de la Comédie-Française en 1680. Il meurt dans les mêmes circonstances que Molière, en sortant de scène, et sa famille rencontre les mêmes difficultés pour l'inhumer (voir Excommunication des acteurs).
Sous le nom de Jean-Baptiste Du Mesnil, Rosimond a écrit une Vie des Saints pour tous les jours de l'année, publiée en 1680. La même année, il avait acquis une maison avec vignes à Montmartre, devenue aujourd'hui le Musée de Montmartre.

## Rôles
- Le Malade imaginaire de Molière : Argan
- 1680 : L'École des maris de Molière : Sganarelle
- 1680 : Les Femmes savantes de Molière, Comédie-Française : Chrysale